# 泉州广播电视台闽南语频道
泉州广播电视台闽南语频道（英语：Quanzhou Television Minnan Channel），又名“泉州台四套”、“泉视四套”，是中国大陆第一个全部采用闽南语播出的综合频道，以泉州话节目为主、以闽南人文为特色、以“传承闽南文化，服务两岸乡亲”为频道宗旨。
泉视四套闽南语频道虽在省内数字電視頻道表中只有泉州地区才有，但其收視率在泉州乃至整个福建省較高。直到2012年泉州数字电视并入福建广电网络且开启互动点播业务开始，全省（厦门除外）用户均可以回看该频道节目。
2021年12月28日，自当日14:43:10起，闽南语频道实现高标清同步播出。

## 播出
- 开台

该频道每日6:00开台，6时整自动播放约2分钟的开台曲。但与其它频道不同的是，闽南语频道的开台曲为该台专用的宣传片。开台曲播放完毕显示由白底和台标组成的“泉州广播电视台闽南语频道”版权页
每日开台曲播出后的第一个节目是《闽台戏棚》。
- 收台

该频道收台时间较为固定，一般情况下，该频道收台时间大约在次日2:40前后
每日收台前的最后一个节目为深夜时段电视剧，播出完毕后，切入收台曲。但该频道收台与开台皆使用同一版本的宣传片，因此时长上没有差异。收台曲播放完毕后，亦显示约3秒左右的版权页，然后切换为PM5544型测试卡
- 检修

该频道每周二下午（2018.2.20以前）有例行的停机检修时段。持续时间约为2小时左右。
14:00前后，《咱厝戏台》播放结束，并播放时长约5分钟的广告。检修开始前，播放以鲤鱼跳跃为主题的泉州电视台宣传动画。
尔后检修开始，同收播一样，检修期间的测试卡也是PM5544。该频道停机检修时间相对较长，大约持续2小时5-10分钟左右。16:10-16:15检修结束，开台后继续播放广告、电视剧
2020年8月31日起，泉州4套模拟DS-4频道停播，数字频道号随所在县市而定。

## 節目表
注释：新闻节目為綠色；电视劇為米色；普通话综合節目為棕黄色；闽南语节目为粉色。
| 起始时间 | 6:00     | 6:05     | 6:50       | 7:00       | 7:30       | 8:00   | 9:20       | 10:00      | 10:30    | 10:45      | 11:00      | 11:20      | 11:40      | 12:30      | 13:00    | 13:15      | 13:50      | 14:10      |
| -------- | -------- | -------- | ---------- | ---------- | ---------- | ------ | ---------- | ---------- | -------- | ---------- | ---------- | ---------- | ---------- | ---------- | -------- | ---------- | ---------- | ---------- |
| 星期一   | 音樂結束 | 闽台戏棚 | 蔡六看福彩 | 唱歌拼输赢 | 唱歌拼输赢 | 电视剧 | 泉州第一炮 | 新闻相拍报 | 闽台戏棚 | 蔡六看福彩 | 唱歌拼输赢 | 唱歌拼输赢 | 唱歌拼输赢 | 新闻相拍报 | 闽台天时 | 唐山过台湾 | 咱厝人     | 咱厝人     |
| 星期二   | 音樂結束 | 闽台戏棚 | 蔡六看福彩 | 泉州讲古   | 电视剧     | 电视剧 | 泉州第一炮 | 新闻相拍报 | 闽台戏棚 | 蔡六看福彩 | 泉州讲古   | 唐山过台湾 | 唐山过台湾 | 新闻相拍报 | 闽台天时 | 我爱闽南语 | 咱厝戏台   | 闽台戏棚   |
| 星期三   | 音樂結束 | 闽台戏棚 | 蔡六看福彩 | 泉州美食   | 电视剧     | 电视剧 | 泉州第一炮 | 新闻相拍报 | 闽台戏棚 | 蔡六看福彩 | 泉城搜GO   | 养生之道   | 我爱闽南语 | 新闻相拍报 | 闽台天时 | 泉州第一炮 | 闽台戏棚   | 闽台戏棚   |
| 星期四   | 音樂結束 | 闽台戏棚 | 蔡六看福彩 | 泉州讲古   | 电视剧     | 电视剧 | 泉州第一炮 | 新闻相拍报 | 闽台戏棚 | 蔡六看福彩 | 泉州美食   | 唐山过台湾 | 唐山过台湾 | 新闻相拍报 | 闽台天时 | 我爱闽南语 | 唱歌拼输赢 | 唱歌拼输赢 |
| 星期五   | 音樂結束 | 闽台戏棚 | 蔡六看福彩 | 泉州美食   | 电视剧     | 电视剧 | 泉州第一炮 | 新闻相拍报 | 闽台戏棚 | 蔡六看福彩 | 泉城搜GO   | 养生之道   | 我爱闽南语 | 新闻相拍报 | 闽台天时 | 泉州第一炮 | 唱歌拼输赢 | 唱歌拼输赢 |
| 星期六   | 音樂結束 | 闽台戏棚 | 蔡六看福彩 | 泉州讲古   | 电视剧     | 电视剧 | 泉州第一炮 | 新闻相拍报 | 闽台戏棚 | 蔡六看福彩 | 泉州讲古   | 泉州美食   | 唐山过台湾 | 新闻相拍报 | 闽台天时 | 我爱闽南语 | 唱歌拼输赢 | 唱歌拼输赢 |
| 星期日   | 音樂結束 | 闽台戏棚 | 蔡六看福彩 | 泉州美食   | 电视剧     | 电视剧 | 泉州第一炮 | 新闻相拍报 | 闽台戏棚 | 蔡六看福彩 | 泉城搜GO   | 养生之道   | 我爱闽南语 | 新闻相拍报 | 闽台天时 | 泉州第一炮 | 胡子说案   | 唐山过台湾 |

|        | 15:15    | 16:00    | 16:30  | 18:00  | 18:20    | 18:35    | 19:00      | 19:30      | 19:45      | 20:00      | 20:35      | 22:00  | 22:25    | 22:40      | 22:50      | 23:20      | 23:50      | 0:40       | 1:10   | 2:00     |
| ------ | -------- | -------- | ------ | ------ | -------- | -------- | ---------- | ---------- | ---------- | ---------- | ---------- | ------ | -------- | ---------- | ---------- | ---------- | ---------- | ---------- | ------ | -------- |
| 星期一 | 闽台戏棚 | 咱厝戏台 | 电视剧 | 电视剧 | 养生之道 | 泉州讲古 | 新闻相拍报 | 泉州美食   | 泉城搜GO   | 泉州第一炮 | 电视剧     | 电视剧 | 泉州讲古 | 蔡六看福彩 | 新闻相拍报 | 泉州第一炮 | 泉州美食   | 新闻相拍报 | 电视剧 | 音樂時間 |
| 星期二 | 闽台戏棚 | 咱厝戏台 | 电视剧 | 电视剧 | 养生之道 | 泉州讲古 | 新闻相拍报 | 泉州美食   | 泉城搜GO   | 泉州第一炮 | 电视剧     | 电视剧 | 养生之道 | 蔡六看福彩 | 新闻相拍报 | 泉州第一炮 | 泉州讲古   | 新闻相拍报 | 电视剧 | 音樂時間 |
| 星期三 | 闽台戏棚 | 咱厝戏台 | 电视剧 | 电视剧 | 养生之道 | 泉州讲古 | 新闻相拍报 | 泉州美食   | 泉城搜GO   | 泉州第一炮 | 电视剧     | 电视剧 | 泉州讲古 | 蔡六看福彩 | 新闻相拍报 | 泉州第一炮 | 泉州美食   | 新闻相拍报 | 电视剧 | 音樂時間 |
| 星期四 | 闽台戏棚 | 咱厝戏台 | 电视剧 | 电视剧 | 养生之道 | 泉州讲古 | 新闻相拍报 | 泉州美食   | 泉城搜GO   | 泉州第一炮 | 电视剧     | 电视剧 | 养生之道 | 蔡六看福彩 | 新闻相拍报 | 泉州第一炮 | 泉州讲古   | 新闻相拍报 | 电视剧 | 音樂時間 |
| 星期五 | 闽台戏棚 | 咱厝戏台 | 电视剧 | 电视剧 | 养生之道 | 泉州讲古 | 新闻相拍报 | 泉州美食   | 泉城搜GO   | 泉州第一炮 | 电视剧     | 电视剧 | 泉州讲古 | 蔡六看福彩 | 新闻相拍报 | 泉州第一炮 | 泉州美食   | 新闻相拍报 | 电视剧 | 音樂時間 |
| 星期六 | 闽台戏棚 | 咱厝戏台 | 电视剧 | 电视剧 | 养生之道 | 泉州讲古 | 新闻相拍报 | 泉州美食   | 泉城搜GO   | 泉州第一炮 | 电视剧     | 电视剧 | 养生之道 | 蔡六看福彩 | 新闻相拍报 | 我爱闽南语 | 泉州讲古   | 新闻相拍报 | 电视剧 | 音樂時間 |
| 星期日 | 闽台戏棚 | 咱厝戏台 | 电视剧 | 电视剧 | 养生之道 | 泉州讲古 | 新闻相拍报 | 我爱闽南语 | 我爱闽南语 | 咱厝人     | 唱歌拼输赢 | 电视剧 | 电视剧   | 蔡六看福彩 | 新闻相拍报 | 唐山过台湾 | 唱歌拼输赢 | 新闻相拍报 | 电视剧 | 音樂時間 |

## 泉州本地播放
2007年5月12日，泉州電視台闽南语頻道正式開播，随即进入泉州有线网。随后随着泉州广电的数字转换，也与其他频道一并转入泉州广电数字电视，其在泉州市区为4频道，县市6频道。
另外，也可通过天线进行接收，频率为775.25MHz（电视46频道）

## 泉州周边地区播放
泉州周边地区的莆田市仙游县，福州市永泰县，三明市尤溪县、大田县，龙岩市漳平市，漳州市华安县、长泰县，以上地区的部分地区及厦门市全境和金门县全境等地，可通过UHF天线进行接收。

## 海外播放
泉州闽南语频道电视节目已落户 魅力中国™ IPTV